# Саратовская ГРЭС
Саратовская ГРЭС — тепловая электростанция, находящаяся в городе Саратов. ГРЭС является подразделением филиала «Саратовский» ПАО «Т Плюс» (бывшее ОАО «ВоТГК»). Историческое название «ГРЭС» расшифровывается как «государственная районная электростанция», ныне (2020) является по сути теплоэлектоцентралью. Расположена между берегом Волги (в настоящее время — Набережная космонавтов) и улицей Чернышевского, хорошо видна с воды.

## История
- 1925 год — решение ГОЭЛРО о постройке Саратовской ГРЭС[1].
- 1926 год — начало строительства.
- 1930 год — установлены 3 котла «Стерлинг», 2 турбогенератора.
- 1932 год — установлены 2 котла «Стерлинг», 1 турбогенератор.
- 1941 год — установлены 2 котла ФТ-40, 1 турбогенератор.
- 1942 год — станция переходит на использование природного газа (согласно приказу Совнаркома СССР)[2].
- 1951 год — установлены 2 котла БКЗ-75, 1 турбогенератор.
- 1972 год — установлены 2 водогрейных котла ПТВМ-100.
- 2001 год — установлен котел Е-50-39-440ГМ.
- 2002 год — установлен турбогенератор Р12-35/1,2
- 2009 год — установлен котел Е-75-39-440ГМ.[3][4].

## Значимость для города
Саратовская ГРЭС являлась одним из первых энергетических объектов не только в Саратове, но и в СССР.
В 1942 году ГРЭС первой в СССР перешла на использование природного газа. Во время Великой Отечественной войны Саратовской ГРЭС обеспечивала производственную деятельность предприятий Саратова.

Мемориальная плита 50лет ГОЭЛРО

До сих пор на станции сохранился символ эпохи ГОЭЛРО: на главном щите управления станции работает старейшая действующая лампа России. Перед проходной установлена мемориальная плита «50 лет ГОЭЛРО 1920—1970».

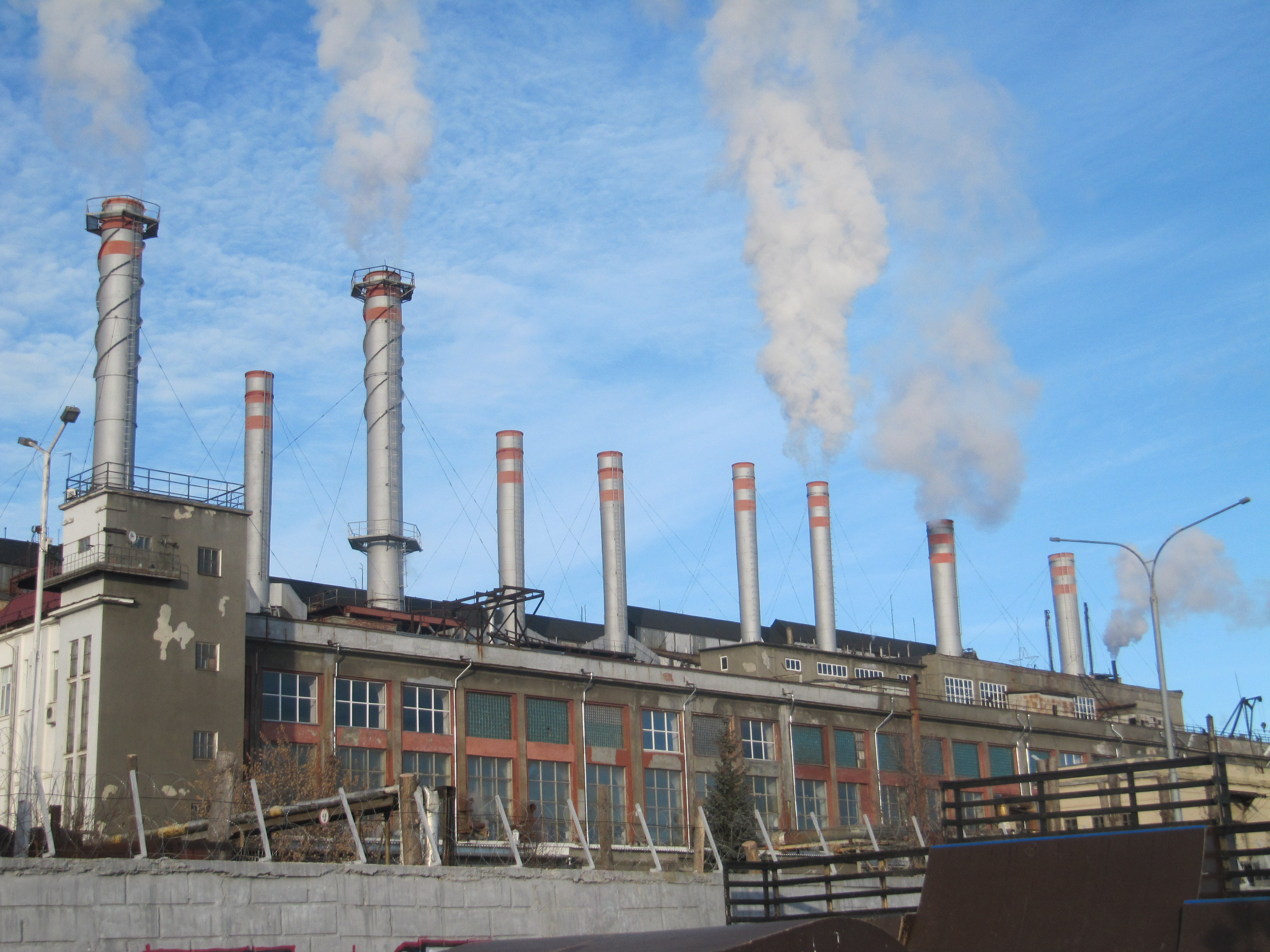
Саратовская ГРЭС вид с набережной (2020)

Здание ГРЭС построено в стиле конструктивизма и является объектом культурного наследия регионального значения, его длинный многотрубный силуэт формирует панораму города со стороны Волги.

## ГРЭС сегодня
По состоянию на 2012 год на СарГРЭС установлены 8 энергетических котлов общей паровой производительностью 545 т/ч и 5 турбогенераторов общей мощностью 54 МВт, 2 водогрейных котла ПТВМ-100 общей производительностью 150 Гкал/ч.
ГРЭС обеспечивает покрытие тепловых нагрузок горячей воды потребителям жилого сектора центральной части Саратова, а также ряду предприятий города (в частности, комбикормовому заводу).
Турбоагрегаты № 1, 4 и 5 выведены из эксплуатации.